# Arman Baklatschjan
Arman Araikowitsch Baklatschjan (armenisch Արման Արայիկովիչ Բակլաչյան, russisch Арман Араикович Баклачян; * 18. Dezember 1983 in Jerewan) ist ein ehemaliger armenischer Billardspieler, der in der Billardvariante Russisches Billard antrat. Er wurde 2008 als bislang einziger Armenier Weltmeister in der Disziplin Freie Pyramide.

## Karriere
Erstmals international auf sich aufmerksam machte Baklatschjan 2002, als er bei der Europameisterschaft ins Viertelfinale einzog und nur knapp dem Ukrainer Jaroslaw Wynokur unterlag (4:5). Anfang 2003 erreichte er beim Weltcup ein Achtelfinale. Im Mai 2003 nahm er zum ersten Mal an der Weltmeisterschaft teil. Mit 4:0-Siegen gegen Maksym Kolischuk und Sjarhej Brattschuk überstand er souverän die Vorrunde, doch in der Runde der letzten 32 folgte eine 1:5-Niederlage gegen Wladimir Petuschkow. Bei der EM 2003 schied er im Achtelfinale gegen den späteren Europameister Kirill Anischtschenko aus (4:5) und bei der EM 2004 verlor er im Viertelfinale gegen Oleksandr Palamar. Die WM 2004 wurde von Beginn an im K.-o.-System ausgetragen und Baklatschjan musste sich bereits in der ersten Runde dem WM-Debütanten Wassili Lasarew geschlagen geben (3:5).
2005 gewann Baklatschjan zwei Turniere des offenen russischen Pokals. Ein Jahr später folgte ein weiterer Sieg und ein zweiter Platz. Ende des Jahres kam er beim russischen Verteidigungsministerpokal auf den 17. Platz. Im Juni 2007 schied er bei den Prince Open im Achtelfinale aus. Wenig später sicherte er sich beim Grand Prix der Städte Eurasiens seinen ersten Titel, als er im Finale des Moskau-Pokals, dem vierten Turnier des Jahres, den Ukrainer Jaroslaw Tarnowezkyj mit 6:3 besiegte. Im Oktober 2007 gewann er bei der erstmals ausgetragenen Dynamische-Pyramide-WM seine erste WM-Medaille; er erreichte das Halbfinale und musste sich dort dem späteren Weltmeister Kanybek Sagynbajew mit 2:7 geschlagen geben. Einen Monat später kam er auch bei der WM in der Freien Pyramide auf den dritten Platz; nachdem er unter anderem gegen den Titelverteidiger Pawel Mechowow gewonnen hatte, schied er im Halbfinale gegen den Sieger von 2005, Juri Paschtschinski, aus (5:6).
2008 gewann er zwei Turniere des Odon-Cups und belegte beim Kremlin Cup den 25. Platz. Im November 2008 gewann er in Wladimir den Minin-Pozharsky-Cup. Wenige Tage später erzielte Baklatschjan bei der Freie-Pyramide-WM in Sankt Petersburg seinen größten Erfolg. Nachdem er sein Auftaktspiel gegen Daniil Boguschewski mit 3:5 verloren hatte, zog er mit sechs Siegen in Folge, unter anderem gegen Andrei Freise, Dmitri Bajew und Jewhen Palamar, erstmals ins Endspiel ein. Im Finale gegen den Russen Pawel Mechowow konnte er zunächst einen 1:4-Rückstand in eine 5:4-Führung drehen. Anschließend sicherte sich Mechowow zwei weitere Spiele und kam bis auf ein Spiel an den Titel heran. Baklatschjan gelang jedoch erneut die Wende, sodass er sich mit 7:6 durchsetzte und als erster Armenier eine Billard-Weltmeisterschaft gewann.
Nach dem Weltmeistertitel kehrte Baklatschjan, der seit einiger Zeit in Moskau lebte, in seine Heimat Armenien zurück und nahm sich eine Auszeit vom Billard. Erst im Oktober 2009 spielte er wieder bei Turnieren. Er war beim Kremlin Cup im Achtelfinale gesetzt und verlor dieses gegen Daniil Boguschewski. Beim Einladungsturnier die glorreichen Acht schied er im Halbfinale gegen Juri Paschtschinski aus. Nach einer weiteren längeren Pause nahm er Ende 2011 beim Kremlin Cup zum bislang letzten Mal an einem internationalen Turnier teil und schied in der Runde der letzten 64 gegen Dmitri Storoschenko aus.

## Erfolge
- Russischer Pokal: 2005/1, 2005/3, 2006/2
- Moskau-Pokal: 2007
- Minin-Pozharsky-Cup: 2008
- Freie-Pyramide-Weltmeister: 2008

## Teilnahmen an Weltmeisterschaften
| Disziplin            | 2003              | 2004              | 2005              | 2006              | 2007 | 2008              | 2009              | 2010              | 2011              |
| -------------------- | ----------------- | ----------------- | ----------------- | ----------------- | ---- | ----------------- | ----------------- | ----------------- | ----------------- |
| Freie Pyramide       | L32               | R                 | –                 | –                 | H    | S                 | –                 | –                 | –                 |
| Dynamische Pyramide  | nicht ausgetragen | nicht ausgetragen | nicht ausgetragen | nicht ausgetragen | H    | nicht ausgetragen | nicht ausgetragen | nicht ausgetragen | nicht ausgetragen |
| Kombinierte Pyramide | nicht ausgetragen | nicht ausgetragen | nicht ausgetragen | nicht ausgetragen | –    | –                 | –                 | –                 | –                 |
| Quelle:              |                   |                   |                   |                   |      |                   |                   |                   |                   |

| Legende | Legende                               |
| ------- | ------------------------------------- |
| S       | Sieger                                |
| F       | Finalist                              |
| HF / H  | Halbfinalist                          |
| VF / V  | Viertelfinalist                       |
| AF / A  | Achtelfinalist                        |
| LX      | Niederlage in der Runde der letzten X |
| R2      | Niederlage in Runde 2                 |
| R       | Vorrundenaus/Niederlage in Runde 1    |
| –       | nicht teilgenommen                    |
| n. a.   | nicht ausgetragen                     |